# Specie di Oxyopidae
Di seguito sono descritte tutte le specie della famiglia di ragni Oxyopidae note al 5 giugno 2008.

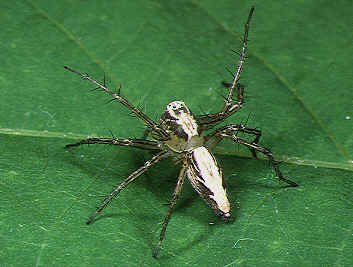
Oxyopidae sertatus, femmina

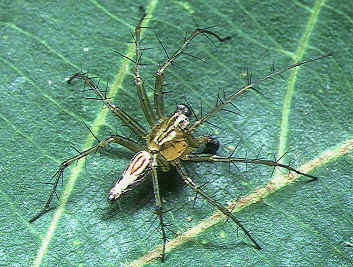
Oxyopidae sertatus, maschio

## Hamataliwa
Hamataliwa Keyserling, 1887
- Hamataliwa albibarbis (Mello-Leitão, 1947) — Brasile
- Hamataliwa argyrescens Mello-Leitão, 1929 — Brasile
- Hamataliwa aurita Zhang, Zhu & Song, 2005 — Cina
- Hamataliwa banksi (Mello-Leitão, 1928) — dal Messico alla Costa Rica
- Hamataliwa barroana (Chamberlin & Ivie, 1936) — dal Messico a Panama
- Hamataliwa bicolor (Mello-Leitão, 1929) — Brasile
- Hamataliwa bituberculata (Mello-Leitão, 1929) — Brasile, Guyana
- Hamataliwa brunnea (F. O. P.-Cambridge, 1902) — Messico
- Hamataliwa buelowae Mello-Leitão, 1945 — Argentina
- Hamataliwa bufo Brady, 1970 — Panama
- Hamataliwa caudata Mello-Leitão, 1929 — Brasile
- Hamataliwa cavata (Kraus, 1955) — El Salvador
- Hamataliwa cheta Brady, 1970 — Guatemala
- Hamataliwa circularis (Kraus, 1955) — El Salvador
- Hamataliwa communicans (Chamberlin, 1925) — Hispaniola
- Hamataliwa cooki Grimshaw, 1989 — Territorio del Nord (Australia), Queensland
- Hamataliwa cordata Zhang, Zhu & Song, 2005 — Cina
- Hamataliwa crocata Brady, 1970 — Panama
- Hamataliwa difficilis (O. P.-Cambridge, 1894) — Messico
- Hamataliwa dimidiata (Soares & Camargo, 1948) — Brasile
- Hamataliwa dubia (Mello-Leitão, 1929) — Brasile
- Hamataliwa facilis (O. P.-Cambridge, 1894) — Messico, Guatemala
- Hamataliwa flebilis (O. P.-Cambridge, 1894) — dal Messico a Panama
- Hamataliwa fronticornis (Lessert, 1927) — Congo
- Hamataliwa globosa (F. O. P.-Cambridge, 1902) — dal Messico a Panama
- Hamataliwa grisea Keyserling, 1887 — USA, Messico
- Hamataliwa haytiana (Chamberlin, 1925) — Hispaniola
- Hamataliwa helia (Chamberlin, 1929) — USA, Messico
- Hamataliwa hista Brady, 1970 — Panama
- Hamataliwa kulczynskii (Lessert, 1915) — Etiopia, Africa orientale e meridionale
- Hamataliwa labialis (Song, 1991) — Cina
- Hamataliwa laeta (O. P.-Cambridge, 1894) — Messico
- Hamataliwa maculipes (Bryant, 1923) — Antigua
- Hamataliwa marmorata Simon, 1898 — Brasile, Paraguay
- Hamataliwa micropunctata (Mello-Leitão, 1929) — Brasile
- Hamataliwa monroei Grimshaw, 1989 — Queensland
- Hamataliwa nigrescens Mello-Leitão, 1929 — Brasile
- Hamataliwa nigritarsa Bryant, 1948 — Hispaniola
- Hamataliwa nigriventris (Mello-Leitão, 1929) — Brasile
- Hamataliwa penicillata Mello-Leitão, 1948 — Guyana
- Hamataliwa perdita Mello-Leitão, 1929 — Brasile
- Hamataliwa porcata (Simon, 1898) — Brasile

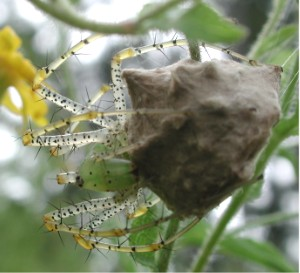
Oxyopidae con sacco ovigero

- Hamataliwa positiva Chamberlin, 1924 — Messico
- Hamataliwa puta (O. P.-Cambridge, 1894) — dal Messico a Panama
- Hamataliwa quadrimaculata (Mello-Leitão, 1929) — Brasile
- Hamataliwa rana (Simon, 1897) — Indie Occidentali
- Hamataliwa rostrifrons (Lawrence, 1928) — Namibia, Africa meridionale
- Hamataliwa rufocaligata Simon, 1898 — Etiopia, Somalia
- Hamataliwa sanmenensis Song & Zheng, 1992 — Cina
- Hamataliwa schmidti Reimoser, 1939 — dal Messico alla Costa Rica
- Hamataliwa sikkimensis (Tikader, 1970) — India, Cina
- Hamataliwa strandi (Lessert, 1923) — Africa meridionale
- Hamataliwa subfacilis (O. P.-Cambridge, 1894) — Messico
- Hamataliwa triangularis (Kraus, 1955) — El Salvador, Panama
- Hamataliwa tricuspidata (F. O. P.-Cambridge, 1902) — dalla Costa Rica alla Guyana
- Hamataliwa tuberculata (Chamberlin, 1925) — Cuba
- Hamataliwa unca Brady, 1964 — USA
- Hamataliwa ursa Brady, 1970 — Panama

## Hostus
Hostus Simon, 1898
- Hostus paroculus Simon, 1898 — Madagascar

## Megullia
Megullia Thorell, 1897
- Megullia truncata Thorell, 1897 — Vietnam

## Oxyopes
Oxyopes Latreille, 1804
- Oxyopes abebae Strand, 1906 — Etiopia, Africa orientale
- Oxyopes acleistus Chamberlin, 1929 — USA, Messico
- Oxyopes aculeatus Bösenberg & Lenz, 1895 — Africa orientale
- Oxyopes affinis Lessert, 1915 — Africa orientale
- Oxyopes africanus Strand, 1906 — Etiopia
- Oxyopes aglossus Chamberlin, 1929 — USA
- Oxyopes akakensis Strand, 1906 — Etiopia, Africa orientale
- Oxyopes albertianus Strand, 1913 — Congo, Uganda
- Oxyopes algerianus (Walckenaer, 1842) — Marocco, Algeria
- Oxyopes allectus Simon, 1910 — Gabon, Guinea-Bissau
- Oxyopes altifrons Mello-Leitão, 1941 — Brasile
- Oxyopes amoenus L. Koch, 1878 — Queensland
- Oxyopes angulitarsus Lessert, 1915 — Uganda
- Oxyopes annularis Yin, Zhang & Bao, 2003 — Cina
- Oxyopes annulipes Thorell, 1890 — Sumatra
- Oxyopes apollo Brady, 1964 — USA, Messico
- Oxyopes arcuatus Yin, Zhang & Bao, 2003 — Cina
- Oxyopes argentosus Simon, 1910 — Guinea-Bissau
- Oxyopes argyrotrichius Mello-Leitão, 1929 — Brasile
- Oxyopes armatipalpis Strand, 1912 — India
- Oxyopes artemis Brady, 1969 — USA
- Oxyopes arushae Caporiacco, 1947 — Africa orientale
- Oxyopes ashae Gajbe, 1999 — India
- Oxyopes aspirasi Barrion & Litsinger, 1995 — Filippine
- Oxyopes assamensis Tikader, 1969 — India
- Oxyopes asterion Simon, 1910 — Guinea-Bissau
- Oxyopes attenuatus L. Koch, 1878 — Queensland, Australia centrale
- Oxyopes auratus Thorell, 1890 — Singapore, Sumatra
- Oxyopes aureolus Thorell, 1899 — Camerun
- Oxyopes auriculatus Lawrence, 1927 — Namibia
- Oxyopes baccatus Simon, 1897 — Etiopia
- Oxyopes badhyzicus Mikhailov & Fet, 1986 — Israele, Turkmenistan
- Oxyopes balteiformis Yin, Zhang & Bao, 2003 — Cina
- Oxyopes bantaengi Merian, 1911 — Celebes
- Oxyopes bedoti Lessert, 1915 — Africa orientale
- Oxyopes berlandorum Lessert, 1915 — Africa orientale
- Oxyopes bharatae Gajbe, 1999 — India
- Oxyopes bianatinus Xie & Kim, 1996 — Cina
- Oxyopes bicorneus Zhang & Zhu, 2005 — Cina
- Oxyopes bifidus F. O. P.-Cambridge, 1902 — dal Messico a Panama
- Oxyopes bifissus F. O. P.-Cambridge, 1902 — dal Messico alla Costa Rica
- Oxyopes biharensis Gajbe, 1999 — India
- Oxyopes bikakaeus Barrion & Litsinger, 1995 — Filippine
- Oxyopes birabeni Mello-Leitão, 1941 — Argentina
- Oxyopes birmanicus Thorell, 1887 — India, dalla Cina a Sumatra
- Oxyopes bolivianus Tullgren, 1905 — Bolivia
- Oxyopes bonneti Lessert, 1933 — Angola
- Oxyopes bothai Lessert, 1915 — Etiopia, Africa orientale
- Oxyopes bouvieri Berland, 1922 — Etiopia
- Oxyopes brachiatus Simon, 1910 — Guinea Equatoriale, Bioko (Golfo di Guinea), Congo
- Oxyopes brevis Thorell, 1881 — Isole Aru
- Oxyopes caboverdensis Schmidt & Krause, 1994 — Isole Capo Verde
- Oxyopes calcaratus Schenkel, 1944 — Timor
- Oxyopes campestratus Simon, 1910 — Guinea-Bissau, Bioko (Golfo di Guinea), São Tomé
- Oxyopes campii Mushtaq & Qadar, 1999 — Pakistan
- Oxyopes camponis Strand, 1915 — Camerun
- Oxyopes candidoi Garcia-Neto, 1995 — Brasile
- Oxyopes caporiaccoi Roewer, 1951 — Etiopia
- Oxyopes carvalhoi Mello-Leitão, 1947 — Brasile
- Oxyopes castaneus Lawrence, 1927 — Namibia
- Oxyopes ceylonicus Karsch, 1891 — Sri Lanka
- Oxyopes chapini Lessert, 1927 — Congo
- Oxyopes chiapas Brady, 1975 — Messico
- Oxyopes chittrae Tikader, 1965 — India
- Oxyopes coccineoventris Lessert, 1946 — Congo
- Oxyopes cochinchinensis (Walckenaer, 1837) — Vietnam
- Oxyopes concolor Simon, 1877 — Filippine
- Oxyopes concoloratus Roewer, 1951 — Etiopia
- Oxyopes constrictus Keyserling, 1891 — Brasile, Guyana
- Oxyopes cornifrons (Thorell, 1899) — Camerun, Guinea-Bissau
  - Oxyopes cornifrons avakubensis Lessert, 1927 — Congo
- Oxyopes cornutus F. O. P.-Cambridge, 1902 — Messico
- Oxyopes cougar Brady, 1969 — USA
- Oxyopes crassus Schmidt & Krause, 1995 — Isole Capo Verde
- Oxyopes crewi Bryant, 1948 — Hispaniola
- Oxyopes daksina Sherriffs, 1955 — Sri Lanka, Cina
- Oxyopes decorosus Zhang & Zhu, 2005 — Cina
- Oxyopes delesserti Caporiacco, 1947 — Etiopia, Africa orientale
- Oxyopes delmonteensis Barrion & Litsinger, 1995 — Filippine
- Oxyopes dingo Strand, 1913 — Australia centrale
- Oxyopes dubourgi Simon, 1904 — Sudan, Congo
- Oxyopes dumonti (Vinson, 1863) — Africa orientale, dal Madagascar alle Seychelles
- Oxyopes elegans L. Koch, 1878 — Queensland, Nuovo Galles del Sud
- Oxyopes elifaz Levy, 2007 — Israele, Giordania
- Oxyopes elongatus Biswas et al., 1996 — India
- Oxyopes embriki Roewer, 1951 — Etiopia
  - Oxyopes embriki dorsivittatus (Strand, 1906) — Etiopia
  - Oxyopes embriki nigriventris (Strand, 1906) — Etiopia
- Oxyopes erlangeri Strand, 1906 — Etiopia
- Oxyopes exsiccatus Strand, 1907 — Giava
- Oxyopes extensipes (Butler, 1876) — Rodriguez (Filippine)
- Oxyopes falcatus Zhang, Yang & Zhu, 2005 — Cina
- Oxyopes falconeri Lessert, 1915 — Africa orientale
- Oxyopes fallax Denis, 1955 — Niger
- Oxyopes felinus Brady, 1964 — USA, Messico
- Oxyopes flavipalpis (Lucas, 1858) — Africa occidentale, Etiopia, Somalia
- Oxyopes flavus Banks, 1898 — dal Messico alla Costa Rica
- Oxyopes fluminensis Mello-Leitão, 1929 — Brasile
- Oxyopes foliiformis Song, 1991 — Cina
- Oxyopes forcipiformis Xie & Kim, 1996 — Cina
- Oxyopes fujianicus Song & Zhu, 1993 — Cina
- Oxyopes galla Caporiacco, 1941 — Etiopia
- Oxyopes gaofengensis Zhang, Zhang & Kim, 2005 — Cina
- Oxyopes gemellus Thorell, 1891 — Isole Nicobare, Malaysia
- Oxyopes globifer Simon, 1876 — dal Mediterraneo all'Asia Centrale
- Oxyopes gossypae Mushtaq & Qadar, 1999 — Pakistan
- Oxyopes gracilipes (White, 1849) — Australia, Tasmania, Nuova Zelanda
- Oxyopes gratus L. Koch, 1878 — Queensland, Australia centrale
- Oxyopes gujaratensis Gajbe, 1999 — India
- Oxyopes gurjanti Sadana & Gupta, 1995 — India
- Oxyopes gyirongensis Hu & Li, 1987 — Cina
- Oxyopes hastifer Simon, 1910 — Guinea-Bissau
- Oxyopes hemorrhous Mello-Leitão, 1929 — Brasile
- Oxyopes heterophthalmus (Latreille, 1804) — Regione paleartica
- Oxyopes hilaris Thorell, 1881 — Timor
- Oxyopes hindostanicus Pocock, 1901 — India, Pakistan, Sri Lanka
- Oxyopes hoggi Lessert, 1915 — Africa orientale, Angola
- Oxyopes holmbergi Soares & Camargo, 1948 — Brasile
- Oxyopes hostides Strand, 1906 — Etiopia
- Oxyopes hotingchiehi Schenkel, 1963 — Cina
- Oxyopes hupingensis Bao & Yin, 2002 — Cina
- Oxyopes idoneus Simon, 1910 — Guinea-Bissau
- Oxyopes imbellis Thorell, 1890 — Malaysia
- Oxyopes incertus Mello-Leitão, 1929 — Perù, Brasile
- Oxyopes inconspicuus Strand, 1906 — Etiopia
- Oxyopes indiculus Thorell, 1897 — Myanmar
- Oxyopes indicus (Walckenaer, 1805) — India
- Oxyopes infidelis Strand, 1906 — Etiopia
- Oxyopes inversus Mello-Leitão, 1949 — Brasile
- Oxyopes jabalpurensis Gajbe & Gajbe, 1999 — India
- Oxyopes jacksoni Lessert, 1915 — Africa orientale
- Oxyopes javanus Thorell, 1887 — India, dalla Cina a Giava, Filippine
  - Oxyopes javanus nicobaricus Strand, 1907 — Isole Nicobare
- Oxyopes jianfeng Song, 1991 — Cina
- Oxyopes jubilans O. P.-Cambridge, 1885 — Karakorum, Pakistan, Cina
- Oxyopes juvencus Strand, 1907 — Sri Lanka
- Oxyopes kamalae Gajbe, 1999 — India
- Oxyopes ketani Gajbe & Gajbe, 1999 — India
- Oxyopes keyserlingi Thorell, 1881 — Nuova Guinea
- Oxyopes kobrooricus Strand, 1911 — Isole Aru
- Oxyopes kochi Thorell, 1897 — Myanmar
- Oxyopes coreanus Paik, 1969 — Corea, Giappone
- Oxyopes kovacsi Caporiacco, 1947 — Etiopia
- Oxyopes kraepelinorum Bösenberg, 1895 — Isole Canarie
- Oxyopes kumarae Biswas & Roy, 2005 — India
- Oxyopes kusumae Gajbe, 1999 — India
- Oxyopes lagarus Thorell, 1895 — Myanmar
- Oxyopes lautus L. Koch, 1878 — Queensland, Australia centrale
- Oxyopes lenzi Strand, 1907 — Africa meridionale
- Oxyopes lepidus (Blackwall, 1864) — India
- Oxyopes licenti Schenkel, 1953 — Russia, Cina, Corea, Giappone
- Oxyopes lineatifemur Strand, 1906 — Etiopia
- Oxyopes lineatipes (C. L. Koch, 1847) — dalla Cina alle Filippine, Sumatra, Giava
- Oxyopes lineatus Latreille, 1806 — Regione paleartica
  - Oxyopes lineatus occidentalis Kulczynski, 1907 — Italia
- Oxyopes longespina Caporiacco, 1940 — Etiopia
- Oxyopes longetibiatus Caporiacco, 1941 — Etiopia
- Oxyopes longinquus Thorell, 1891 — Myanmar, Isole Nicobare
- Oxyopes longipalpis Lessert, 1946 — Congo
- Oxyopes longispinosus Lawrence, 1938 — Africa meridionale

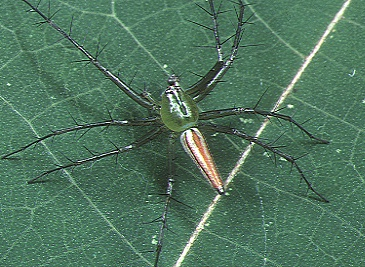
Oxyopes macilentus, maschio

- Oxyopes longispinus Saha & Raychaudhuri, 2003 — India
- Oxyopes ludhianaensis Sadana & Goel, 1995 — India
- Oxyopes luteoaculeatus Strand, 1906 — Etiopia
- Oxyopes lynx Brady, 1964 — USA
- Oxyopes macilentus L. Koch, 1878 — dalla Cina all'Australia
- Oxyopes macroscelides Mello-Leitão, 1929 — Brasile, Paraguay
- Oxyopes maripae Caporiacco, 1954 — Guyana Francese
- Oxyopes masculinus Caporiacco, 1954 — Guyana Francese
- Oxyopes mathias Strand, 1913 — Uganda
- Oxyopes matiensis Barrion & Litsinger, 1995 — Filippine
- Oxyopes mediterraneus Levy, 1999 — Mediterraneo
- Oxyopes megalops Caporiacco, 1947 — Africa orientale
- Oxyopes m-fasciatus Piza, 1938 — Brasile
- Oxyopes minutus Biswas et al., 1996 — India
- Oxyopes mirabilis Zhang, Yang & Zhu, 2005 — Cina
- Oxyopes modestus Simon, 1876 — Congo
- Oxyopes molarius L. Koch, 1878 — Queensland
- Oxyopes naliniae Gajbe, 1999 — India
- Oxyopes nanulineatus Levy, 1999 — Israele
- Oxyopes nigripalpis Kulczynski, 1891 — Mediterraneo
- Oxyopes nigrolineatus Mello-Leitão, 1941 — Argentina
- Oxyopes nilgiricus Sherriffs, 1955 — Sri Lanka
- Oxyopes ningxiaensis Tang & Song, 1990 — Cina
- Oxyopes niveosigillatus Mello-Leitão, 1945 — Argentina
- Oxyopes notivittatus Strand, 1906 — Etiopia
- Oxyopes obscurifrons Simon, 1910 — São Tomé
- Oxyopes occidens Brady, 1964 — USA, Messico
- Oxyopes ocelot Brady, 1975 — Messico
- Oxyopes oranicola Strand, 1906 — Algeria
- Oxyopes ornatus (Blackwall, 1868) — Africa tropicale
- Oxyopes oryzae Mushtaq & Qadar, 1999 — Pakistan
- Oxyopes ovatus Biswas et al., 1996 — India
- Oxyopes pallidecoloratus Strand, 1906 — Etiopia, Congo, Africa orientale, Madagascar
  - Oxyopes pallidecoloratus nigricans Caporiacco, 1947 — Africa orientale
- Oxyopes pallidus (C. L. Koch, 1838) — Indie Occidentali
- Oxyopes palliventer Strand, 1911 — Isole Aru
- Oxyopes pandae Tikader, 1969 — India
- Oxyopes pankaji Gajbe & Gajbe, 2000 — India
- Oxyopes panther Brady, 1975 — USA, Messico
- Oxyopes papuanus Thorell, 1881 — Nuova Guinea, Isole Salomone, Queensland
- Oxyopes pardus Brady, 1964 — USA
- Oxyopes patalongensis Simon, 1901 — Malaysia
- Oxyopes pawani Gajbe, 1992 — India
- Oxyopes pennatus Schenkel, 1936 — Cina
- Oxyopes personatus Simon, 1896 — Sudafrica
- Oxyopes pigmentatus Simon, 1890 — Israele, Yemen
- Oxyopes pingasus Barrion & Litsinger, 1995 — Filippine
- Oxyopes positivus Roewer, 1961 — Senegal
- Oxyopes praedictus O. P.-Cambridge, 1885 — Yarkand (Cina)
- Oxyopes providens Thorell, 1890 — Sumatra
- Oxyopes pugilator Mello-Leitão, 1929 — Brasile
- Oxyopes pulchellus (Lucas, 1858) — Congo
- Oxyopes punctatus L. Koch, 1878 — Queensland
- Oxyopes purpurissatus Simon, 1910 — Congo
- Oxyopes quadridentatus Thorell, 1895 — Myanmar
- Oxyopes quadrifasciatus L. Koch, 1878 — Queensland
- Oxyopes rajai Saha & Raychaudhuri, 2003 — India
- Oxyopes ramosus (Martini & Goeze, 1778) — Regione paleartica
- Oxyopes ratnae Tikader, 1970 — India
- Oxyopes raviensis Dyal, 1935 — Pakistan
- Oxyopes reddyi Majumder, 2004 — India
- Oxyopes reimoseri Caporiacco, 1947 — Africa orientale
- Oxyopes rejectus O. P.-Cambridge, 1885 — Yarkand (Cina)
- Oxyopes reticulatus Biswas et al., 1996 — India
- Oxyopes rouxi Strand, 1911 — Isole Aru

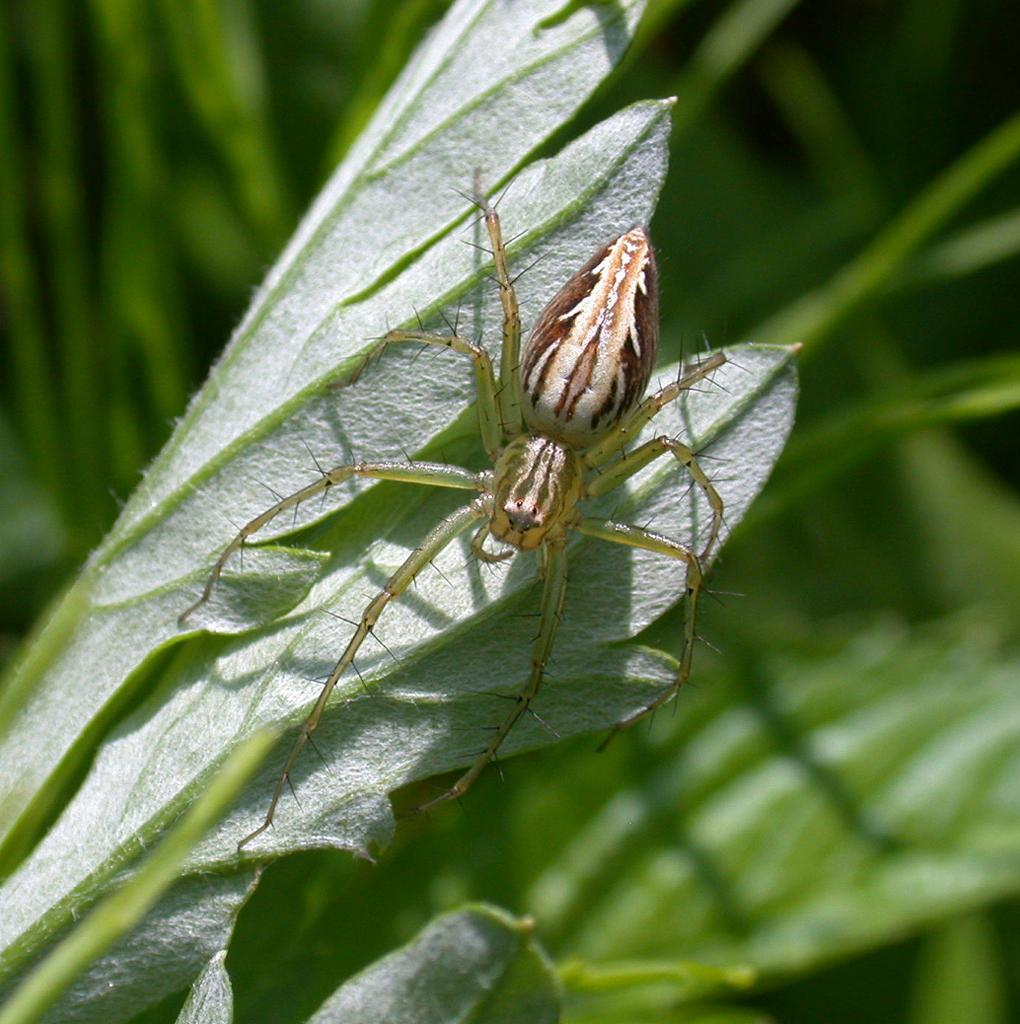
Oxyopidae sertatus, adulto

- Oxyopes royi Roewer, 1961 — Senegal
- Oxyopes rubicundus L. Koch, 1878 — Nuovo Galles del Sud
- Oxyopes rubriventer Caporiacco, 1941 — Africa orientale
  - Oxyopes rubriventer paecilus Caporiacco, 1941 — Etiopia
- Oxyopes rubrosignatus Keyserling, 1891 — Brasile
- Oxyopes rufisternis Pocock, 1901 — Sri Lanka
- Oxyopes rufovittatus Simon, 1886 — Senegal
- Oxyopes rukminiae Gajbe, 1999 — India
- Oxyopes russoi Caporiacco, 1940 — Somalia
- Oxyopes russulus Thorell, 1895 — Myanmar
- Oxyopes rutilius Simon, 1890 — Yemen, Socotra
- Oxyopes ruwenzoricus Strand, 1913 — Uganda
- Oxyopes ryvesi Pocock, 1901 — India, Pakistan
- Oxyopes saganus Bösenberg & Strand, 1906 — Giappone
- Oxyopes sakuntalae Tikader, 1970 — India
- Oxyopes salticus Hentz, 1845 — dagli USA al Brasile

- Oxyopes saradae Biswas & Roy, 2005 — India

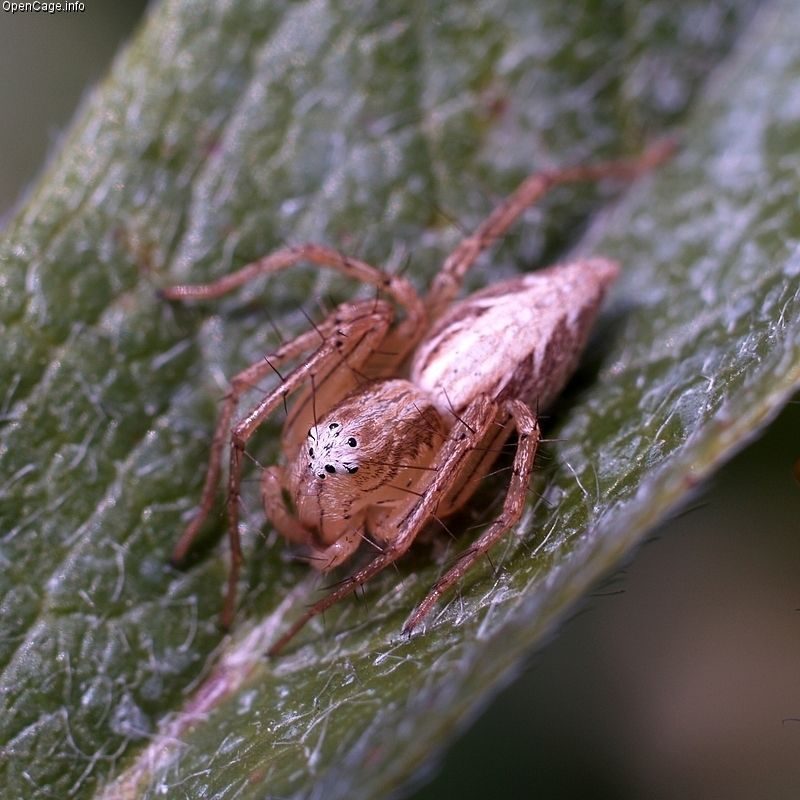
Oxyopes sertatus

- Oxyopes scalaris Hentz, 1845 — America settentrionale
- Oxyopes schenkeli Lessert, 1927 — Congo
- Oxyopes sectus Mello-Leitão, 1929 — Brasile
- Oxyopes sertatoides Xie & Kim, 1996 — Cina
- Oxyopes sertatus L. Koch, 1878 — Cina, Corea, Taiwan, Giappone
- Oxyopes setipes Thorell, 1890 — Borneo
- Oxyopes sexmaculatus Mello-Leitão, 1929 — Perù, Brasile
- Oxyopes shweta Tikader, 1970 — India, Cina
- Oxyopes sinaiticus Levy, 1999 — Egitto
- Oxyopes singularis Lessert, 1927 — Congo
- Oxyopes sitae Tikader, 1970 — India, Isole Andamane
- Oxyopes sjostedti Lessert, 1915 — Etiopia, Africa orientale
- Oxyopes sobrinus O. P.-Cambridge, 1872 — Libia, Israele
- Oxyopes squamosus Simon, 1886 — Senegal
- Oxyopes stephanurus Mello-Leitão, 1929 — Brasile
- Oxyopes sternimaculatus Strand, 1907 — Sudafrica
- Oxyopes strandi Caporiacco, 1939 — Etiopia
- Oxyopes striagatus Song, 1991 — Cina
- Oxyopes striatus (Doleschall, 1857) — dal Myanmar alla Nuova Guinea
- Oxyopes subabebae Caporiacco, 1941 — Etiopia
- Oxyopes subhadrae Tikader, 1970 — India
- Oxyopes subimali Biswas et al., 1996 — India
- Oxyopes subjavanus Strand, 1907 — Giava
- Oxyopes summus Brady, 1975 — Costa Rica, Panama
- Oxyopes sunandae Tikader, 1970 — India
- Oxyopes sushilae Tikader, 1965 — India, Cina
- Oxyopes taeniatulus Roewer, 1955 — Brasile
- Oxyopes taeniatus Thorell, 1877 — Sumatra, Giava, Celebes
- Oxyopes takobius Andreeva & Tyschchenko, 1969 — Asia centrale
- Oxyopes tapponiformis Strand, 1911 — Arcipelago delle Molucche, Nuova Guinea
- Oxyopes tenellus Song, 1991 — Cina
- Oxyopes tibialis F. O. P.-Cambridge, 1902 — Guatemala, El Salvador
- Oxyopes tiengianensis Barrion & Litsinger, 1995 — Vietnam
- Oxyopes tikaderi Biswas & Majumder, 1995 — India
- Oxyopes timorensis Schenkel, 1944 — Timor
- Oxyopes timorianus (Walckenaer, 1837) — Timor
- Oxyopes toschii Caporiacco, 1949 — Kenya
- Oxyopes travancoricola Strand, 1912 — India
- Oxyopes tridens Brady, 1964 — USA, Messico
- Oxyopes tuberculatus Lessert, 1915 — Africa orientale
  - Oxyopes tuberculatus mombensis Lessert, 1915 — Africa orientale
- Oxyopes ubensis Strand, 1906 — Etiopia
- Oxyopes uncinatus Lessert, 1915 — Africa orientale
- Oxyopes vanderysti Lessert, 1946 — Congo
- Oxyopes variabilis L. Koch, 1878 — Queensland, Australia centrale
- Oxyopes versicolor Thorell, 1887 — Myanmar
- Oxyopes vogelsangeri Lessert, 1946 — Congo
- Oxyopes wokamanus Strand, 1911 — Isole Aru
- Oxyopes wroughtoni Pocock, 1901 — India, Pakistan
- Oxyopes xinjiangensis Hu & Wu, 1989 — Cina
- Oxyopes yiliensis Hu & Wu, 1989 — Cina
- Oxyopes zavattarii Caporiacco, 1939 — Etiopia

## Peucetia
Peucetia Thorell, 1869
- Peucetia akwadaensis Patel, 1978 — India, Cina
- Peucetia albescens L. Koch, 1878 — Queensland
- Peucetia ananthakrishnani Murugesan et al., 2006 — India
- Peucetia arabica Simon, 1882 — Africa settentrionale e orientale, Medio Oriente
- Peucetia ashae Gajbe & Gajbe, 1999 — India
- Peucetia betlaensis Saha & Raychaudhuri, 2007 — India
- Peucetia biharensis Gajbe, 1999 — India
- Peucetia cayapa Santos & Brescovit, 2003 — Ecuador, Perù
- Peucetia choprai Tikader, 1965 — India
- Peucetia crucifera Lawrence, 1927 — Namibia
- Peucetia elegans (Blackwall, 1864) — India
- Peucetia flava Keyserling, 1877 — dal Venezuela all'Argentina
- Peucetia formosensis Kishida, 1930 — Taiwan
- Peucetia gauntleta Saha & Raychaudhuri, 2004 — India
- Peucetia gerhardi Van Niekerk & Dippenaar-Schoeman, 1994 — Africa occidentale, centrale e orientale
- Peucetia graminea Pocock, 1900 — India
- Peucetia harishankarensis Biswas, 1975 — India
- Peucetia jabalpurensis Gajbe & Gajbe, 1999 — India
- Peucetia ketani Gajbe, 1992 — India
- Peucetia latikae Tikader, 1970 — India, Cina

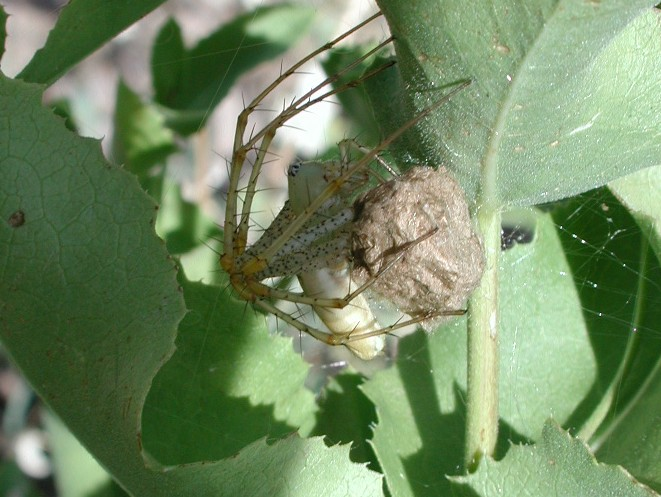
Peucetia sp., sacco ovigero

- Peucetia lesserti Van Niekerk & Dippenaar-Schoeman, 1994 — Niger, Kenya
- Peucetia longipalpis F. O. P.-Cambridge, 1902 — dagli USA al Venezuela
- Peucetia longipes Pocock, 1899 — Africa centrale e occidentale
- Peucetia lucasi (Vinson, 1863) — Isole Comore, Madagascar
- Peucetia macroglossa Mello-Leitão, 1929 — Colombia, Brasile, Guyana
- Peucetia maculifera Pocock, 1900 — Sudafrica
- Peucetia madagascariensis (Vinson, 1863) — Isole Comore, Madagascar
- Peucetia madalenae Van Niekerk & Dippenaar-Schoeman, 1994 — Africa meridionale
- Peucetia margaritata Hogg, 1914 — Isola Montebello (Australia)
- Peucetia myanmarensis Barrion & Litsinger, 1995 — Myanmar
- Peucetia nicolae Van Niekerk & Dippenaar-Schoeman, 1994 — Sudafrica
- Peucetia pawani Gajbe, 1999 — India
- Peucetia procera Thorell, 1887 — Myanmar
- Peucetia pulchra (Blackwall, 1865) — Africa meridionale e centrale
- Peucetia punjabensis Gajbe, 1999 — India
- Peucetia rajani Gajbe, 1999 — India
- Peucetia ranganathani Biswas & Roy, 2005 — India
- Peucetia rubrolineata Keyserling, 1877 — da Panama all'Argentina
- Peucetia striata Karsch, 1878 — dallo Yemen al Sudafrica, Isole Comore, Isola di Sant'Elena

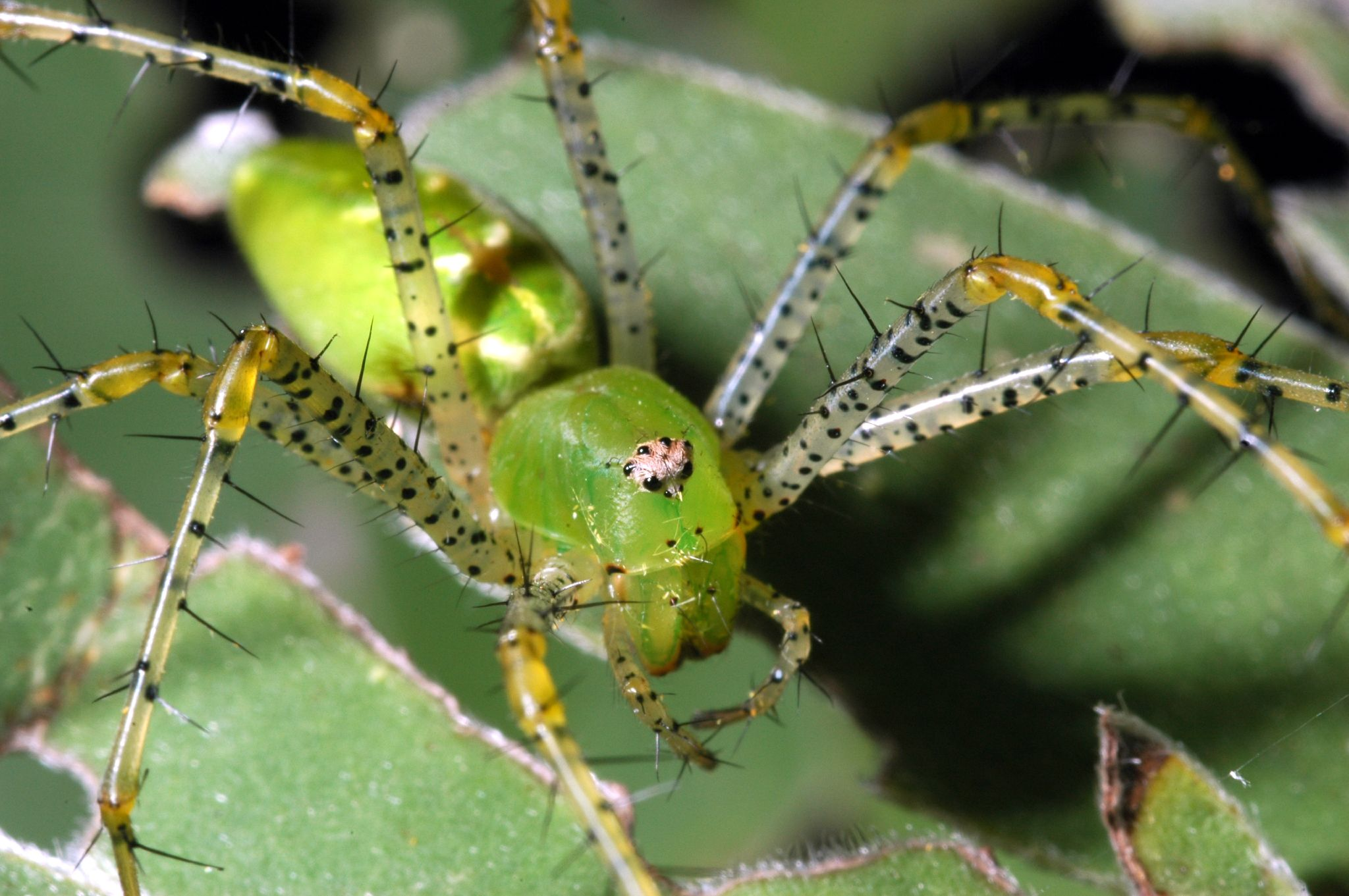
Peucetia viridans

- Peucetia transvaalica Simon, 1896 — Africa centrale e meridionale
- Peucetia virescens (O. P.-Cambridge, 1872) — Medio Oriente
- Peucetia viridana (Stoliczka, 1869) — dall'India a Myanmar
- Peucetia viridans (Hentz, 1832) — America centrale e settentrionale, Indie Occidentali, Venezuela
- Peucetia viridis (Blackwall, 1858) — Spagna, Africa, Medio Oriente; Indie Occidentali (introdotto)
- Peucetia viveki Gajbe, 1999 — India
- Peucetia yogeshi Gajbe, 1999 — India

## Pseudohostus
Pseudohostus Rainbow, 1915
- Pseudohostus squamosus Rainbow, 1915 — Australia meridionale

## Schaenicoscelis
Schaenicoscelis Simon, 1898
- Schaenicoscelis concolor Simon, 1898 — Brasile
- Schaenicoscelis elegans Simon, 1898 — Brasile
- Schaenicoscelis exilis Mello-Leitão, 1930 — Brasile
- Schaenicoscelis guianensis Caporiacco, 1947 — Guyana
- Schaenicoscelis leucochlora Mello-Leitão, 1929 — Brasile
- Schaenicoscelis luteola Mello-Leitão, 1929 — Brasile
- Schaenicoscelis viridis Mello-Leitão, 1927 — Brasile

## Tapinillus
Tapinillus Simon, 1898
- Tapinillus caldensis (Garcia-Neto, 1989) — Brasile
- Tapinillus longipes (Taczanowski, 1872) — da Panama al Perù, Brasile, Guyana Francese
- Tapinillus purpuratus Mello-Leitão, 1940 — Brasile
- Tapinillus roseisterni Mello-Leitão, 1930 — Brasile

## Tapponia
Tapponia Simon, 1885
- Tapponia austera Thorell, 1894 — Singapore
- Tapponia cornuta Thorell, 1895 — Myanmar
- Tapponia fronto (Thorell, 1890) — Sumatra
- Tapponia heterosticta Pocock, 1897 — Celebes, Arcipelago delle Molucche
- Tapponia hieroglyphica (Thorell, 1887) — Myanmar, Sumatra, Borneo
- Tapponia incompta Thorell, 1895 — Myanmar
- Tapponia insulana Thorell, 1891 — Isole Nicobare
- Tapponia latifrons (Thorell, 1890) — Sumatra
- Tapponia micans Simon, 1885 — Sumatra, Borneo
- Tapponia obtusa (Thorell, 1892) — Sumatra
- Tapponia pupulus (Thorell, 1890) — Isole Nias
- Tapponia severa Thorell, 1895 — Myanmar
- Tapponia signifera (Doleschall, 1859) — Giava
- Tapponia superba (Thorell, 1887) — Myanmar